# Mary FitzClarence

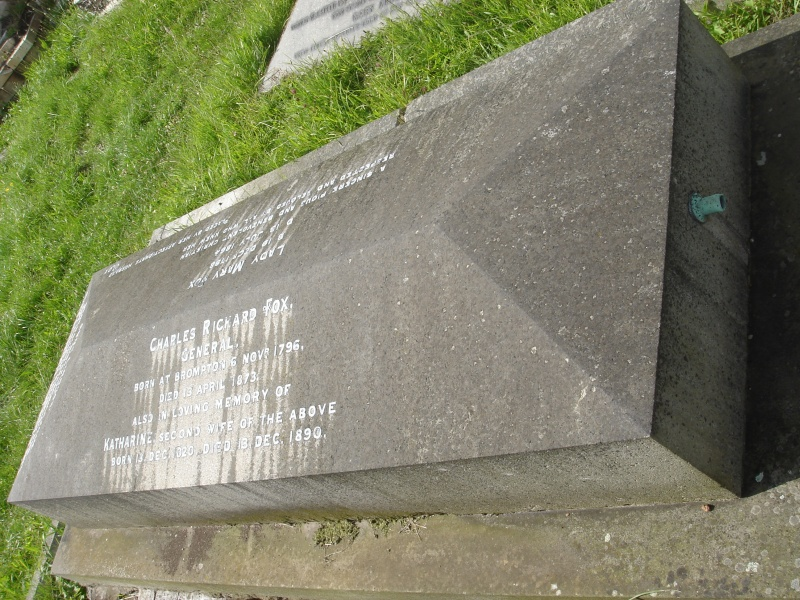
Mộ phần của Mary FitzClarence và Charles Richard Fox tại Nghĩa trang Kensal Green

Mary FitzClarence (19 tháng 12 năm 1798 – 13 tháng 7 năm 1864) là một nhà văn và là con gái ngoại hôn của William IV của Liên hiệp Anh với người tình lâu năm Dorothea Jordan.